# Arcadio Escobedo
Arcadio Escobedo (1866 - 19?) fue un comerciante, hacendado henequenero y político mexicano, nacido y fallecido en Mérida, Yucatán. Fue gobernador interino del estado de Yucatán en 1913 en el periodo de la rebelión huertista, después de la Decena trágica, cuando fueron depuestos y asesinados Francisco I. Madero y José María Pino Suárez, presidente y vicepresidente de México, respectivamente.

## Datos biográficos
Se dedicó a la actividad henequenera desde su juventud. En las postrimerías del porfiriato militó en grupos políticos afines a Bernardo Reyes. Favoreció en 1913 la rebelión iniciada por Félix Díaz contra el gobierno de Francisco I Madero. En febrero de ese año, ya depuesto y asesinado el presidente Madero, fue nombrado gobernador de Yucatán en lugar de Fernando Solís León, quien había sustituido al gobernador Nicolás Cámara Vales, cuando éste tuvo que exiliarse como consecuencia de la usurpación huertista.
Durante su breve mandato, por las pugnas que existían dentro del grupo de hacendados henequeneros, y a fin de impedir que el grupo de Olegario Molina ejerciera una influencia definitiva en la industria del henequén, reactivó las funciones de la Comisión Reguladora del Mercado del Henequén a pesar de que esta acción le perjudicaba personalmente como hacendado y comerciante del agave que era.
En el mes de junio fue llamado a la Ciudad de México por Victoriano Huerta para que diese cuenta de sus manejos de la industria henequenera. Ya en la ciudad capital no fue recibido por Huerta siendo obligado a renunciar al cargo de gobernador. A su salida de Yucatán rumbo a la capital de la república, el Congreso del Estado había nombrado como gobernador interino a Felipe Solís Castillo, pero el régimen del usurpador modificó la designación en favor de Eugenio Rascón a partir del 30 de junio de 1913.
Años después, en 1916, bajo el gobierno estatal de Salvador Alvarado, ejerció el cargo de presidente del Comité de Inmigración que atendía el caso de los numerosos braceros que llegaban a Yucatán para trabajar en la industria henequenera. Como tal emitió un manifiesto público en el que se exigía a los hacendados henequeneros que proporcinaran vivienda para los braceros y que se les pagaran indemnizaciones por accidentes de trabajo.